# 檜山良昭
檜山 良昭（ひやま よしあき、1943年9月5日 -）は、日本の推理作家・SF作家。

## 経歴
茨城県那珂市出身。早稲田大学政治経済学部卒。京都大学大学院経済学研究科修了。1978年に、ソビエト連邦・内務人民委員部の幹部だったゲンリフ・リュシコフの亡命事件を題材とした『スターリン暗殺計画』で作家デビュー。翌年には同作品で第32回日本推理作家協会賞を受賞している。

## 作品リスト

### ノンフィクション
- ナチス突撃隊　白金書房、1976
- ヒトラーの奇襲 暗号の名は「バルバロッサ」講談社 1979
- ヒトラーの陰謀 ドイツ国会放火事件　講談社 1980、講談社文庫 1983
- 祖国をソ連に売った36人の日本人 サンケイ出版 1982
- 実録東京裁判と太平洋戦争 講談社 1983.6（週刊現代backs）
- ケネディを撃った男たち 現代史の謎 東京書籍 1993.10
- ナチス副総統ボルマンを追え 現代史の謎 東京書籍 1993
- 暗号を盗んだ男たち 人物・日本陸軍暗号史 光人社NF文庫 1994.1
- 金日成の核ミサイル 日本壊滅のシナリオ 光文社カッパ・ブックス 1994.6
- 仕えたい人使いたい人 武士社会に学ぶ人間関係の知恵 光文社カッパ・ブックス 1995.5
- 戦艦「大和」の謎 1704日の全ドラマ 光文社カッパ・ブックス 1996.8
- 幕末の官僚 どのように政治危機を乗り切ろうとしたか 光文社 1998.2
- 恐慌連鎖 「政・官・財」腐食の歴史は繰り返された 光文社 1999.3
- 戦国激闘伝―乱世を生きた武将たちの知られざる死闘の舞台裏を描く!! 世界文化社 2006
- 江戸のヒット仕掛け人 東京新聞 2022
- 百均・アイドル・焼き芋屋　江戸の発明現在の常識　続・江戸のヒット仕掛け人 東京新聞 2023

### 小説
- スターリン暗殺計画　徳間書店、1978　のち文庫、双葉文庫
- アイヒマンの遺産 徳間書店 1980  のち文庫
- 細菌部隊の医師を追え 講談社 1980
- 糧断! 一九九九年の朝 講談社 1981　のち中公文庫
- 日本本土決戦 昭和20年11月、米軍皇土へ侵攻す! 光文社カッパ・ノベルス 1981　のち文庫
- 北から来たスパイ 角川ノベルス 1982　のち文庫 「金日成の秘密指令」「北朝鮮からの潜入者」
- ポンパドール侯爵夫人殺人事件　中央公論社 1982
- 核爆弾ジャック 講談社 1982.7  のち広済堂文庫
- 黒い国境 トクマ・ノベルズ 1982　のち光文社文庫
- 円卓の七人 小説国際投機 日本経済新聞社 1982　のち光文社文庫
- アメリカ本土決戦 戦艦“大和"米艦隊を殲滅す!  光文社カッパ・ノベルス 1982　のち文庫
- 山之内家の惨劇 トクマ・ノベルズ 1982.2
- 謀略への招待 ABC出版 1983.12
- ソ連本土決戦 昭和16年8月、関東軍ソ連領へ突入! 光文社 1983 -（カッパ・ノベルス）のち文庫
- 日本潰滅 198X年世界核ミサイル戦争勃発 光文社 1983（カッパ・ノベルス）のち文庫
- ポツダム三巨頭を消せ 「イシオスの日」作戦 光文社 1984（カッパ・ノベルス）のち文庫
- 最高機密を奪え 徳間文庫 1984
- 「鋼鉄の鮫」作戦  光文社文庫 1984
- 東京湾にソ連潜を追え 中央公論社 1984 (C novels) のち文庫
- 赤い足跡 中央公論社 1985 (C novels)
- 竜と剣 光文社 1986（カッパ・ノベルス）「消えた「亜細亜号」」文庫
- 極秘ICモスクワ指令 中央公論社, 1986 (C novels) 「極秘ハイテク指令」光文社文庫
- ベルリンの墓標 光風社ノベルス 1986.9 「ヒトラー暗殺計画」徳間文庫
- 北海の亡命者 光文社文庫 1986.9
- インドシナの星条旗 中央公論社, 1987.8 (C・novels)
- 最後の七日間 光文社文庫 1987.9
- 汚れた町  私立探偵・大文字英彦シリーズ 新潮文庫 1988.1
- パナマ運河を破壊せよ 海底空母・伊四〇〇 光文社文庫 1988.11
- ソ連軍大侵攻・本土決戦 1-3 実業之日本社 1989-90 (Joy novels)
- 二人の芭蕉 隠密行「奥の細道」 祥伝社, 1991.7
- ステルス爆撃機を撃墜せよ 実業之日本社 1991 (Joy novels) 「ステルス機核施設を空爆せよ」中公文庫
- 首相官邸を爆破せよ! 光文社 1992.3（カッパ・ノベルス）のち文庫
- シミュレーション本土決戦 新人物往来社, 1992.3
- 戦乱!邪馬台国 タイムスリップ歴史探険シリーズ トクマ・ノベルズ 1992-93
- 暴走戦車 広済堂出版, 1993.8　のち文庫
- 北太平洋の狼出撃す 仮装巡洋艦「神鏡丸」 中央公論社 1993 (C novels) のちケイブンシャ文庫
- 開戦前夜 日独同盟秘史 日本文芸社, 1994.3（日文ノベルス）
- 第三次世界大戦 1-3　実業之日本社 (Joy novels) 1994-95
- 哨戒艇107号 広済堂出版, 1995.2 「南太平洋特命大作戦」文庫
- 日米血戦 真珠湾奇襲から戦艦「大和」轟沈まで 日本文芸社 1995.5（日文ノベルス）
- 満州決戦 1945 角川ノベルズ 1995.11
- 天下人と足軽 戦国足軽戦記 世界文化社, 1995.3
- 足軽物語 ある足軽がみた素顔の秀吉 世界文化社, 1996.7
- ラマの錫杖 祥伝社, 1996.9 「チベットの秘宝」廣済堂文庫
- 近未来アジア大戦  200X年、日本はどう動くか 青春出版社, 1998.9（プレイブックス）
- 芭蕉羽黒山の殺人 密偵行「奥の細道」 祥伝社, 1998.4
- 黒船襲来 幕末架空戦史  実業之日本社, 1999.8 (Joy novels)
- ifの戦記もしもあのとき 光人社 1999.1
- 関ヶ原の戦い 角川書店 1999.7（カドカワ・エンタテインメント）
- 江戸を騒がせた珍談、奇談、大災害  東京書籍, 2000.8
- 大坂の陣 日本史ドキュメント 廣済堂出版, 2001.12
- 戦艦「武蔵」殺人事件  光人社 2001.8
- 太平洋を制覇せよ! 挑戦!太平洋無着陸横断飛行 光文社, 2002.8（カッパ・ノベルス）

### 海軍愚連隊シリーズ
- ヒトラー式宣伝術販売法 講談社 1985.10
- シンガポール軍港に潜入せよ 海軍愚連隊・昭和十六年九月 光文社文庫 1992.9
- 真珠湾レーダー基地を破壊せよ 海軍愚連隊・昭和十六年十二月 光文社文庫 1993.9
- マッカーサーを誘拐せよ 海軍愚連隊・昭和十七年三月 光文社文庫 1995
- 海軍愚連隊シドニー湾に潜入せよ!  廣済堂出版 1998.8

### 「大逆転！」シリーズ
- 大逆転!ミッドウェー海戦 タイム・スリップした海上自衛艦奮闘す! 光文社 1988.1（カッパ・ノベルス）のち文庫
- 大逆転!レイテ海戦 栗田艦隊、レイテ湾に突入す! 光文社 1988（カッパ・ノベルス）のち文庫
- 大逆転!戦艦「大和」激闘す 沖縄沖大海戦 光文社, 1988.7（カッパ・ノベルス）のち文庫
- 新・大逆転!太平洋戦争を阻止せよ 光文社, 1989.2（カッパ・ノベルス）のち文庫
- 大逆転!連合艦隊ドーバー大海戦 1-3  光文社 1989-90（カッパ・ノベルス）のち文庫
- 大逆転!太平洋大海戦 「連合艦隊」中部太平洋迎撃作戦 光文社 1990-91（カッパ・ノベルス）
- 大逆転!幻の超重爆撃機「富嶽」 1-8　光文社（カッパ・ノベルス）1992-98　のち文庫
- 大逆転!2003年戦艦「武蔵」 1-6 光文社（カッパ・ノベルス）1993-99
- 大逆転日本経済沈没を救え! トクマ・ノベルズ 1995.5
- 大逆転!米・中決戦 光文社 1995.7（カッパ・ノベルス）

### 「大戦略」シリーズ
- 大戦略真珠湾ヲ奇襲セヨ 角川ノベルズ 1989.10 のち広済堂文庫
- 大戦略日独決戦 開戦編 角川ノベルズ 1992.2
- 大戦略日独決戦 反撃編 角川ノベルズ 1992.8
- 大戦略日独決戦 死闘編 角川ノベルズ 1993.4
- 大戦略日独決戦 謀略編  角川ノベルズ 1994.11
- 大戦略日独決戦 完結編 角川書店 1997.8（カドカワ・エンタテインメント）

### 「海底空母　イー400号」シリーズ
- 海底空母　イー400号　初陣編　光文社, 1999.12（カッパ・ノベルス）
- 海底空母　イー400号　2-3　光文社カッパ・ノベルス　2000-01
- スエズ運河を奇襲せよ！　海底空母　イー400号　4　光文社カッパ・ノベルス　2001

### 「近未来三国志中国動乱」シリーズ
- 近未来三国志 中国動乱 実業之日本社 Joy novels, 1996-98
1 雌伏の巻・2 飛翔の巻・3 騎虎の巻